# Kuppelradsatz

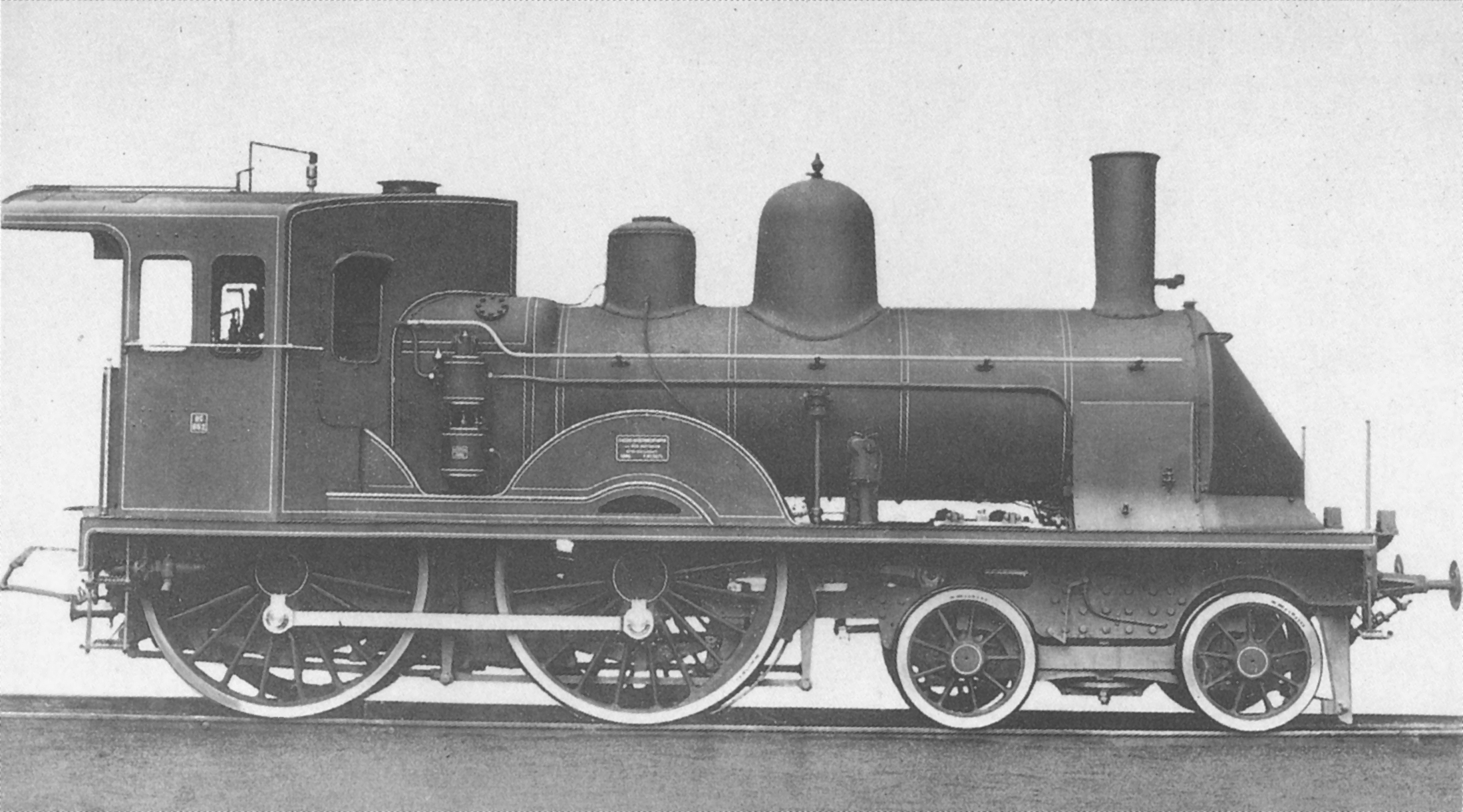
Badische II c, Dampflokomotive mit zwei Kuppelachsen (hinten) und zwei Laufachsen (vorne). Aufgrund der Innenlage von Zylindern und Treibstangen ist die Kuppelstange zwischen den Kuppelachsen gut sichtbar.

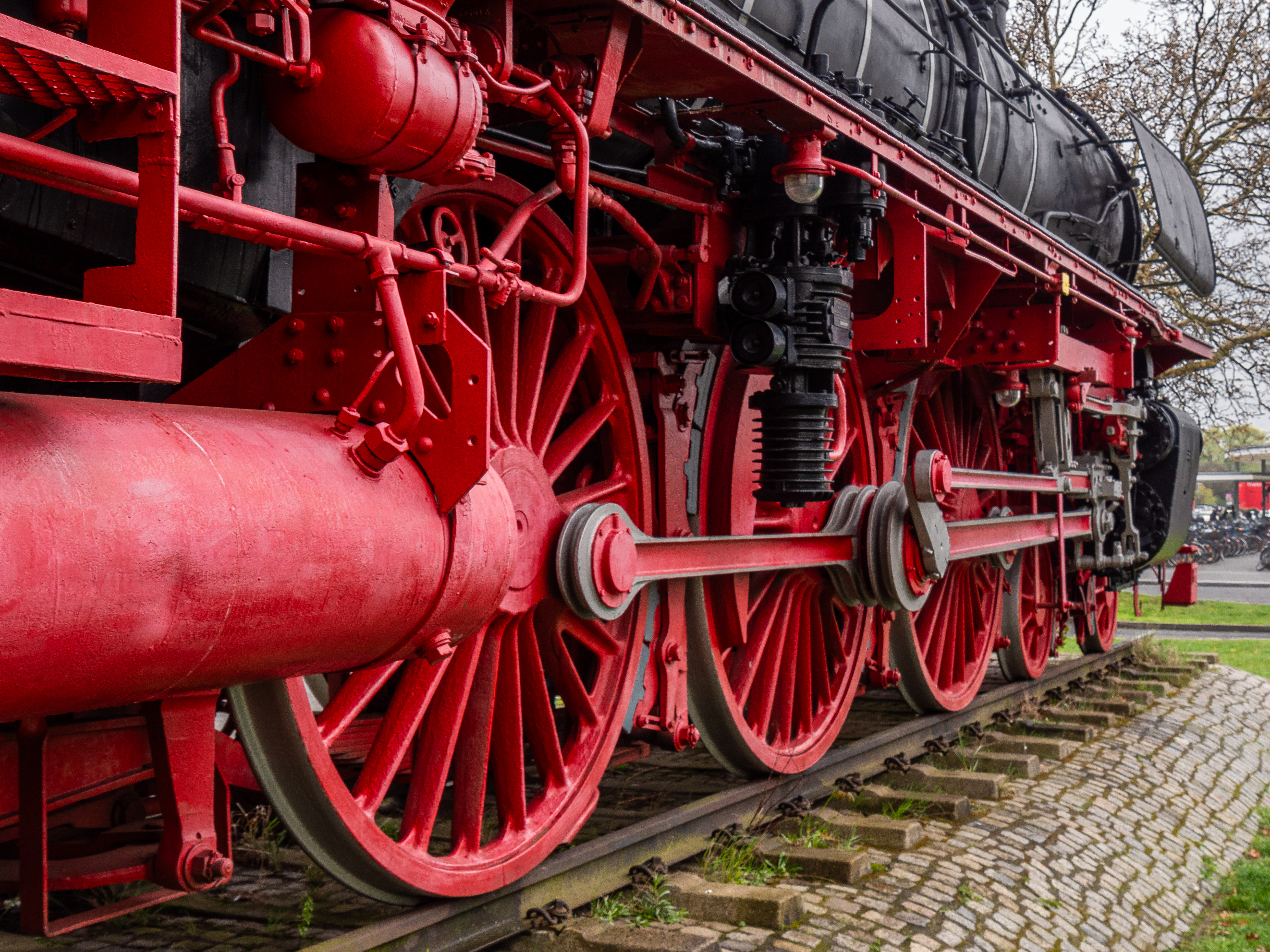
Treibräder & Kuppelstangen der DB 01 1063

Als Kuppelradsatz wird ein Treibradsatz an einer Lokomotive bezeichnet, der mit anderen Radsätzen gekuppelt ist. Die Begriffe Kuppelachse oder Kupplungsachse sind in der Fachliteratur ebenfalls gebräuchlich und als gleichwertig anzusehen.
Die Verwendung (Kuppelradsatz oder Kuppelachse) ist vom Kontext abhängig, da man bei Lokomotiven von der Achsfolge und nicht der Radsatzfolge spricht. Wenn alleine das Bauteil benannt wird, verwendet man dafür den Begriff Radsatz, und entsprechend ist Kuppelradsatz anzuwenden.
Die Verbindung für den gemeinsamen Antrieb erfolgt meist durch eine Kuppelstange, die an exzentrisch angebrachten Kurbelzapfen befestigt ist. Durch diese Bauweise können die Kräfte und Drehbewegungen einer Treibachse synchron auf die anderen angetriebenen Achsen des Fahrzeugs übertragen werden. Dabei wird das Durchdrehen oder Schleudern einer einzelnen Achse beim Anfahren verhindert.
Das Gegenstück zur Kuppel- oder Treibachse ist die Laufachse, eine nicht angetriebene Achse.
Die Anzahl und Position der Kuppel- bzw. Treibachsen (d. h. die Achsfolge) ist entscheidend für die Typisierung. Damit werden auch das Laufwerk und das Triebwerk charakterisiert. Beispielsweise wird eine Lokomotive mit vier gekuppelten Treibachsen üblicherweise als „Vierkuppler“, „vierfach gekuppelt“ oder alphabetisch mit „D-Kuppler“ bezeichnet.
Bei einer Dampflokomotive werden die Treibradsätze von den Kuppelradsätzen unterschieden. Auf die Treibradsätze wirkt die Dampfmaschine direkt durch eine Treibstange. Die Kuppelradsätze dagegen werden nicht direkt von der Dampfmaschine angetrieben, sondern nur indirekt; sie sind an die Treibradsätze angebunden, meist durch Kuppelstangen. Auch gibt es Fachliteratur über Dampflokomotiven, die nach dem gleichen Schema die Begriffe Treib- und Kuppelachse benutzt.